# Tour of Utah
Tour of Utah – wieloetapowy wyścig kolarski rozgrywany w Stanach Zjednoczonych w stanie Utah. Należy do cyklu UCI America Tour i od 2011 jest w kalendarzu wyścigów profesjonalnych UCI oraz posiada kategorię 2.HC.
Wyścig odbył się po raz pierwszy w 2004 i jest organizowany co roku, ostatnio w sierpniu (pierwsze dwie edycje rozgrywane były w maju). W 2007 wyścig nie odbył się. Dwukrotnymi zwycięzcami są Amerykanie Levi Leipheimer i Tom Danielson.

## Zwycięzcy
| Rok  | Pierwsze          | Drugie            | Trzecie            |          |
| ---- | ----------------- | ----------------- | ------------------ | -------- |
| 2004 | John Osguthorpe   | Sandy Perrins     | Allan Butler       |          |
| 2005 | Andrew Bajadali   | Neil Shirley      | Burke Swindlehurst |          |
| 2006 | Scott Moninger    | Glen Chadwick     | Jeff Louder        |          |
| 2008 | Jeff Louder       | Blake Caldwell    | Glen Chadwick      |          |
| 2009 | Francisco Mancebo | Darren Lill       | Jeff Louder        |          |
| 2010 | Levi Leipheimer   | Francisco Mancebo | Ian Boswell        |          |
| 2011 | Levi Leipheimer   | Sergio Henao      | Janez Brajkovič    |          |
| 2012 | Johann Tschopp    | Matthew Busche    | Leopold König      |          |
| 2013 | Tom Danielson     | Chris Horner      | Janier Acevedo     |          |
| 2014 | Tom Danielson     | Chris Horner      | Winner Anacona     |          |
| 2015 | Joe Dombrowski    | Michael Woods     | Brent Bookwalter   |          |
| 2016 | Lachlan Morton    | Adrien Costa      | Andrew Talansky    |          |
| 2017 | Rob Britton       | Gavin Mannion     | Serghei Țvetcov    |          |
| 2018 | Sepp Kuss         | Ben Hermans       | Jack Haig          |          |
| 2019 | Ben Hermans       | James Piccoli     | Joe Dombrowski     |          |
| 2021 | odwołany          | odwołany          | odwołany           | odwołany |
| 2022 | odwołany          | odwołany          | odwołany           | odwołany |